# Dettum
Dettum là một đô thị ở huyện Wolfenbüttel, trong bang Niedersachsen, nước Đức. Đô thị Dettum có diện tích 17,16 km².